# Dmusy
Dmusy (niem. Dmussen, 1938–1945 Dimussen) – wieś w Polsce położona w województwie warmińsko-mazurskim, w powiecie piskim, w gminie Biała Piska. W latach 1975–1998 miejscowość administracyjnie należała do województwa suwalskiego.
Wieś powstała w ramach kolonizacji Wielkiej Puszczy. Wcześniej był to obszar Galindii. Wieś ziemiańska, dobra służebne w posiadaniu drobnego rycerstwa (tak zwani wolni, ziemianie w język staropolskim), z obowiązkiem służby rycerskiej (zbrojnej). W XV i XVI w. wieś w dokumentach zapisywana jako: Demssen, Dimusse, Dmussen, Mussawisches, Tzwellin, Scwallin aus dem Rasintzischen, w tym czasie należała do parafii w Drygałach.
Wieś służebna lokowana w 1495 (lecz założona wcześniej) na 10 łanach (według innych źródeł na 20 łanach) na prawie magdeburskim, przez komtura bałgijskiego Hieronima von Gebesattel, nadana krewnym: Michałowi Grabowskiemu, Stanisławowi Myszce, Jakubowi i Mikołajowi Dmusom oraz Mikołajowi Cwalinie, z obowiązkiem połowy służby zbrojnej. Uzupełnieniem nadania były 3 łany łąk, położonych między Lisami i Lipińskmi. Później z dóbr Dmusy powstały dwie osady Dmusy i Pełki. Pełki jeszcze w 1454 stanowiły część dóbr wsi Dmusy.
Szkoła została założona w 1737. W 1935 w szkole, do której uczęszczało 83 dzieci, pracowało dwóch nauczycieli. W 1938, w ramach akcji germanizacyjnej, zmieniono urzędową nazwę wsi na Dimussen. Według spisu z 1939 we wsi mieszkało 266 osób.